# Gonialoe
A Gonialoe az egyszikűek (Liliopsida) osztályának spárgavirágúak (Asparagales) rendjébe, ezen belül a fűfafélék (Asphodelaceae) családjába tartozó nemzetség.

## Előfordulásuk
A Gonialoe-fajok előfordulási területe Angola, Namíbia és a Dél-afrikai Köztársaság.

## Rendszerezés
A nemzetségbe az alábbi 3 faj tartozik:
- Gonialoe dinteri (A.Berger) Boatwr. & J.C.Manning
- Gonialoe sladeniana (Pole-Evans) Boatwr. & J.C.Manning
- tarka aloé (Gonialoe variegata) (L.) Boatwr. & J.C.Manning - típusfaj